# Zawężenie funkcji
Zawężenie   a. obcięcie funkcji  (rzad. restrykcja funkcji ) – ograniczenie dziedziny danej funkcji do pewnego jej podzbioru . Dokładniej, zawężenie danej funkcji {\displaystyle f\colon X\to Y} do zbioru {\displaystyle U\subset X} jest funkcją {\displaystyle g\colon U\to Y,} której dowolny argument {\displaystyle u\in U} spełnia równość {\displaystyle g(u)=f(u)} .

## Formalne konstrukcje

### Przekrój zbiorów
Niech dana będzie relacja funkcyjna {\displaystyle f\subset X\times Y} oraz ustalony podzbiór {\displaystyle U\subset X.} Zawężeniem {\displaystyle f|_{U}} funkcji {\displaystyle f} do zbioru {\displaystyle U} jest relacja
{\displaystyle f\cap (U\times Y)} = {\displaystyle \{(x,y)\in f\colon x\in U\}.}
Relacja {\displaystyle f|_{U}} również jest relacją funkcyjną, co wynika z następującego rozumowania:
jeśli {\displaystyle (u,y_{1})\in f|_{U}} oraz {\displaystyle (u,y_{2})\in f|_{U},} to {\displaystyle (u,y_{1})\in f} oraz {\displaystyle (u,y_{2})\in f,} skąd {\displaystyle y_{1}=y_{2}}.

### Złożenie relacji dwuczłonowych
Równoważnie definicję obcięcia funkcji można wyrazić za pomocą złożenia relacji:
{\displaystyle f|_{U}=f\circ \Delta _{U},\quad {}} gdzie {\displaystyle \Delta _{U}:=\{(x,x)\in X\times X\colon x\in U\}.}
Definicja ta jest równoważna poprzedniej bowiem
{\displaystyle {\begin{aligned}f\circ \Delta _{U}&=\{(x,y)\in X\times Y\colon \;\exists _{u\in U}\ (x,u)\in \Delta _{U}\;{\text{ oraz }}\;(u,y)\in f\}\\&=\{(x,y)\in X\times Y\colon \;\exists _{u\in U}\ x=u\;{\text{ oraz }}\;(u,y)\in f\}\\&=\{(x,y)\in f\colon x\in U\}=f|_{U}.\end{aligned}}}